# Nieder-Beerbach
Nieder-Beerbach – część miejscowości (Ortsteil) w gminie Mühltal w Niemczech, w kraju związkowym Hesja, w rejencji Darmstadt, w powiecie Darmstadt-Dieburg.

## Zabytki
- Zamek Frankenstein położony około kilometra na południowy wschód od Eberstadt oraz około 0,5 km na zachód od Nieder-Beerbach. Wewnątrz kaplicy zamkowej znajdują się kamienie płyty grobowe von Frankensteinów i mauzoleum Ludwiga von Frankensteina (zm. 1602)[2].

## Przypisy

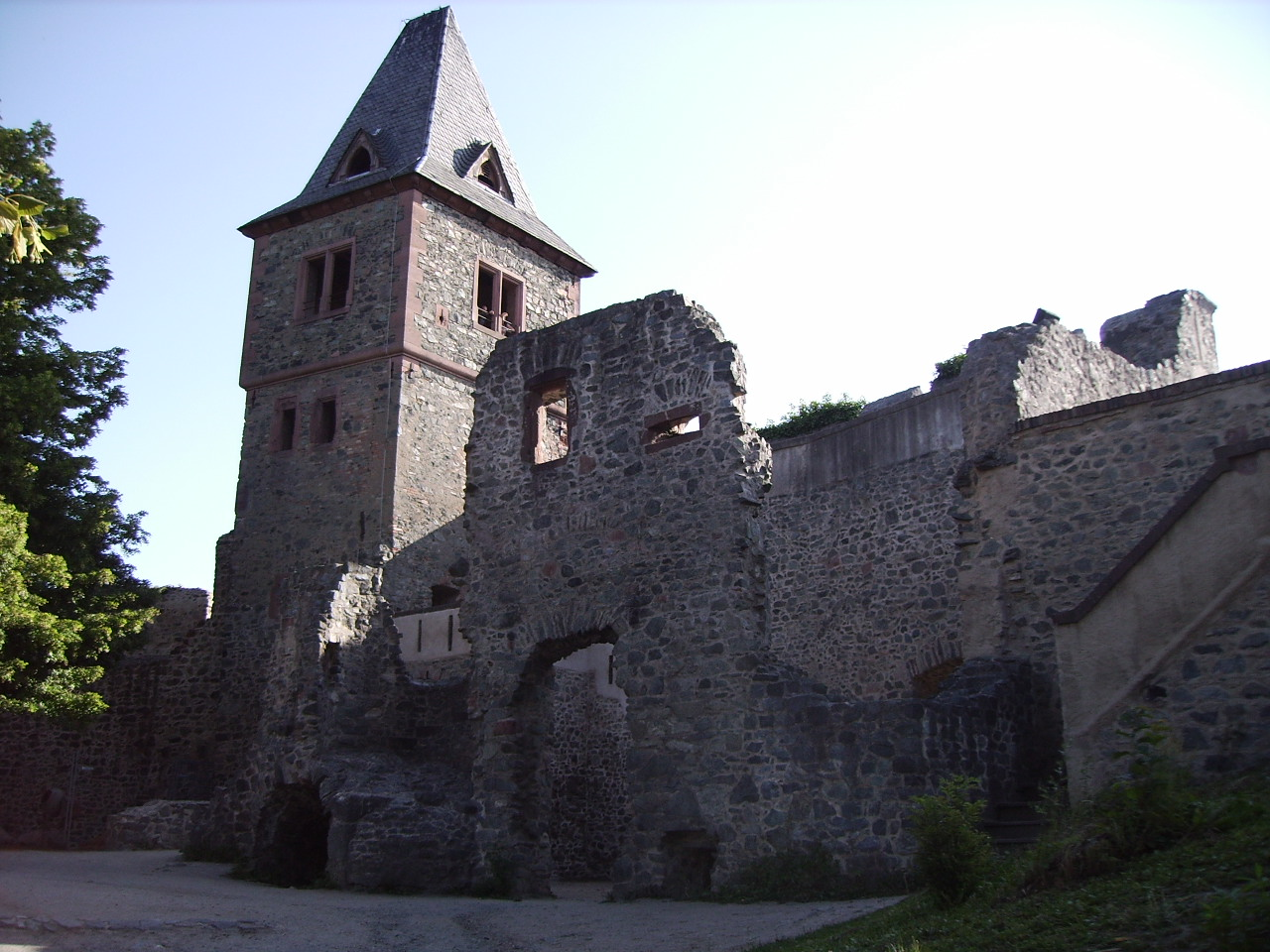
Zamek Frankenstein

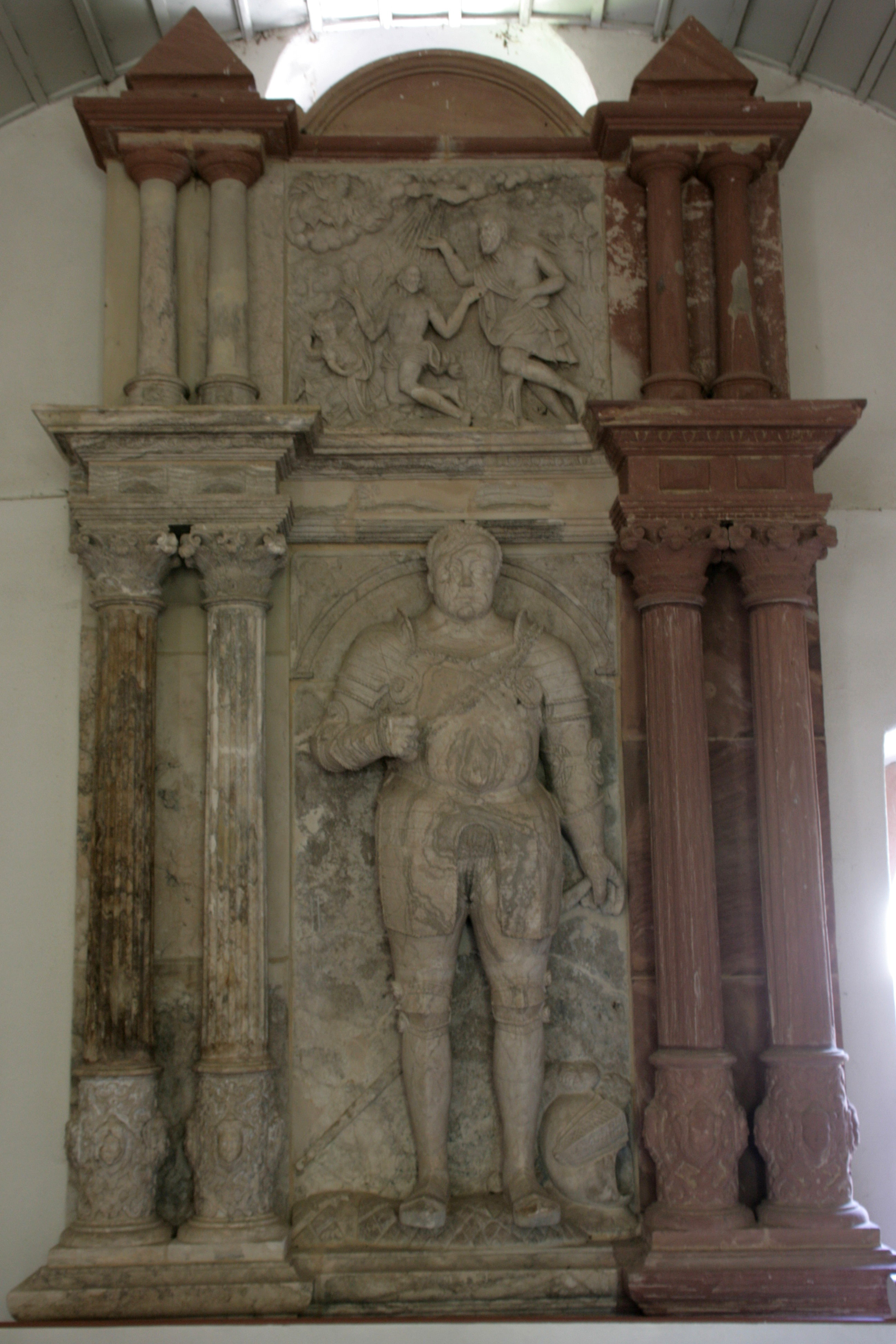
Kaplica von Frankensteinów